# あいら農業協同組合
あいら農業協同組合（あいらのうぎょうきょうどうくみあい、愛称JAあいら）は、鹿児島県霧島市に本店を置く農業協同組合である。また、霧島市・姶良市・姶良郡湧水町の指定金融機関でもある。

## 事業区域
- 鹿児島県霧島市・姶良市・姶良郡湧水町

## 沿革[1]
- 1992年（平成4年）- あいら農業協同組合を設立。
- 1996年（平成8年）- 新農協オンラインシステム稼動。
- 2001年（平成13年）- JAネットバンキングサービス開始。
- 2004年（平成16年）- JASTEMシステムを導入し、信用業務の更なる円滑化を図る。
- 2007年（平成19年）- 合併15周年記念式典を実施。
- 2012年（平成24年）- 合併20周年記念式典を実施。